# 1825 aux États-Unis
Pour des articles plus généraux, voir Chronologie des États-Unis et 1825.
Chronologie des États-Unis
- 1821
- 1822
- 1823
- 1824
- 1825
- 1826
- 1827
- 1828
- 1829

Cette page concerne des événements d'actualité qui se sont produits durant l'année 1825 du calendrier grégorien aux États-Unis.

## Gouvernement
- Président : James Monroe (Républicain-Démocrate) puis John Quincy Adams (Républicain-Démocrate) à partir du 4 mars
- Vice-président : Daniel D. Tompkins (Républicain-Démocrate) puis John Caldwell Calhoun (Républicain-Démocrate) à partir du 4 mars
- Secrétaire d'État : John Quincy Adams jusqu'au 3 mars, puis Secrétaire d'État intérimaire : Daniel Brent à partir du 4 mars  jusqu'au 7 mars, puis Secrétaire d'État : Henry Clay (National-Républicain)  à partir du 7 mars
- Chambre des représentants - Président :  Henry Clay (National-Républicain) jusqu'au 4 mars puis John W. Taylor (Républicain-Démocrate) à partir du 5 décembre

## Événements
- 10 janvier : Indianapolis, positionnée au centre géographique exact de l'État de l'Indiana, est choisi pour remplacer Corydon comme capitale de l'État de l'Indiana[1].
- 4 mars : cérémonie d'investiture à Washington D.C. du sixième président des États-Unis, John Quincy Adams.
- 19 août : le Premier Traité de Prairie du Chien est signé par William Clark et Lewis Cass pour les États-Unis et les représentants des Sioux, Sauk et Fox, Menominee, Iowa, Winnebago et publié le 6 février 1826. Le traité commence par établir la paix entre ces protagonistes. Il définit ensuite une frontière entre chaque groupe tribal, souvent nommée Prairie du Chien Line (La ligne de Prairie du Chien). Une clause indique que les tribus n'ont le droit de chasser qu'à l'intérieur des limites autorisées.

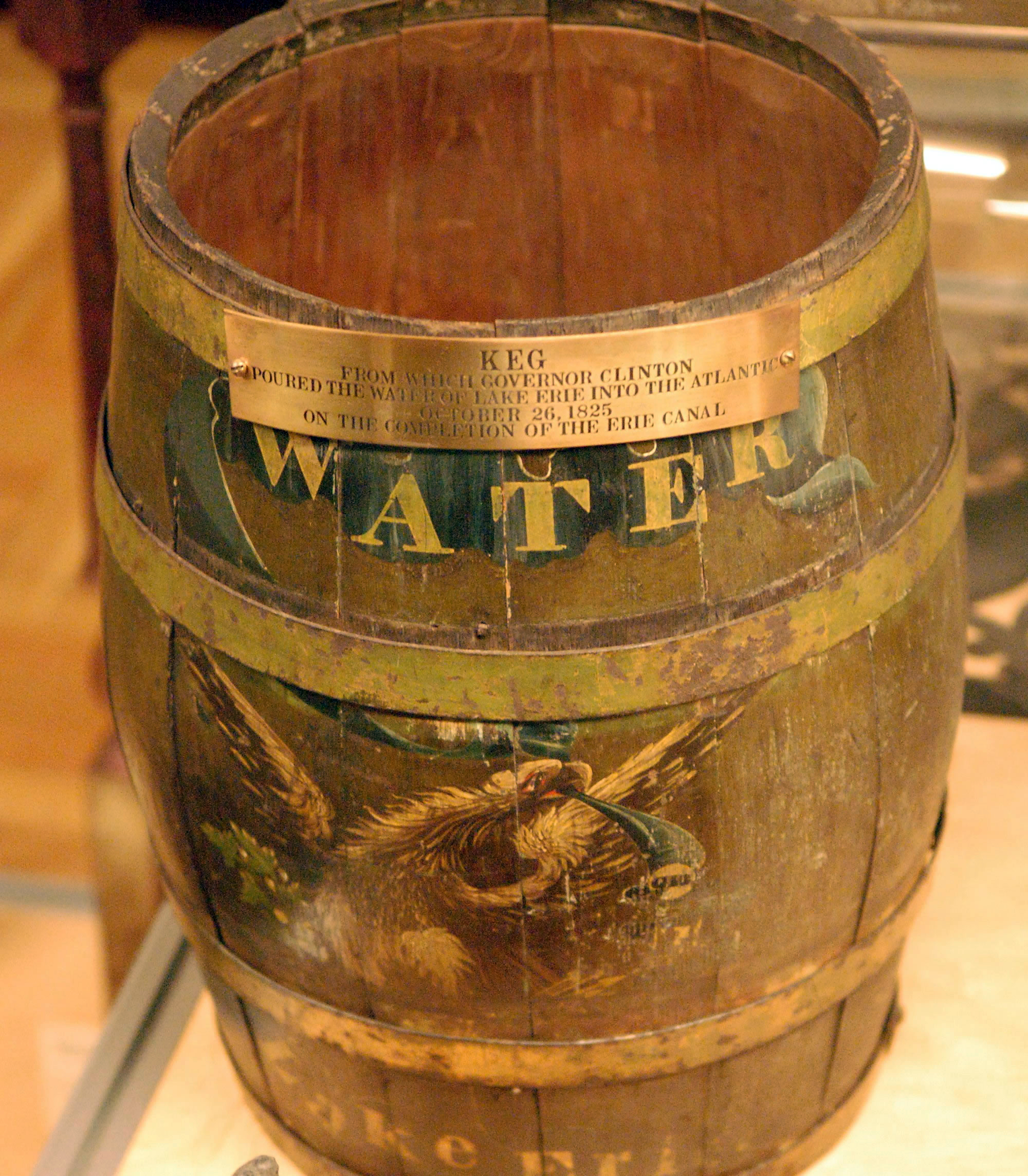
Barillet utilisé par le Gouverneur Clinton pour verser l'eau du lac Érié dans l'océan atlantique. Le 26 octobre 1825, jour de l'accomplissement du canal de l'Érié.

- 26 octobre : Ouverture du canal de l'Érié, long de 584 km qui relie le lac Érié à New York en suivant le cours de l’Hudson.
- 7 novembre : l'affaire criminelle Beauchamp-Sharp inspire plusieurs écrivains.
- 26 novembre : fondation  de la fraternité d'étudiants Kappa Alpha Society à l'Union College.

.

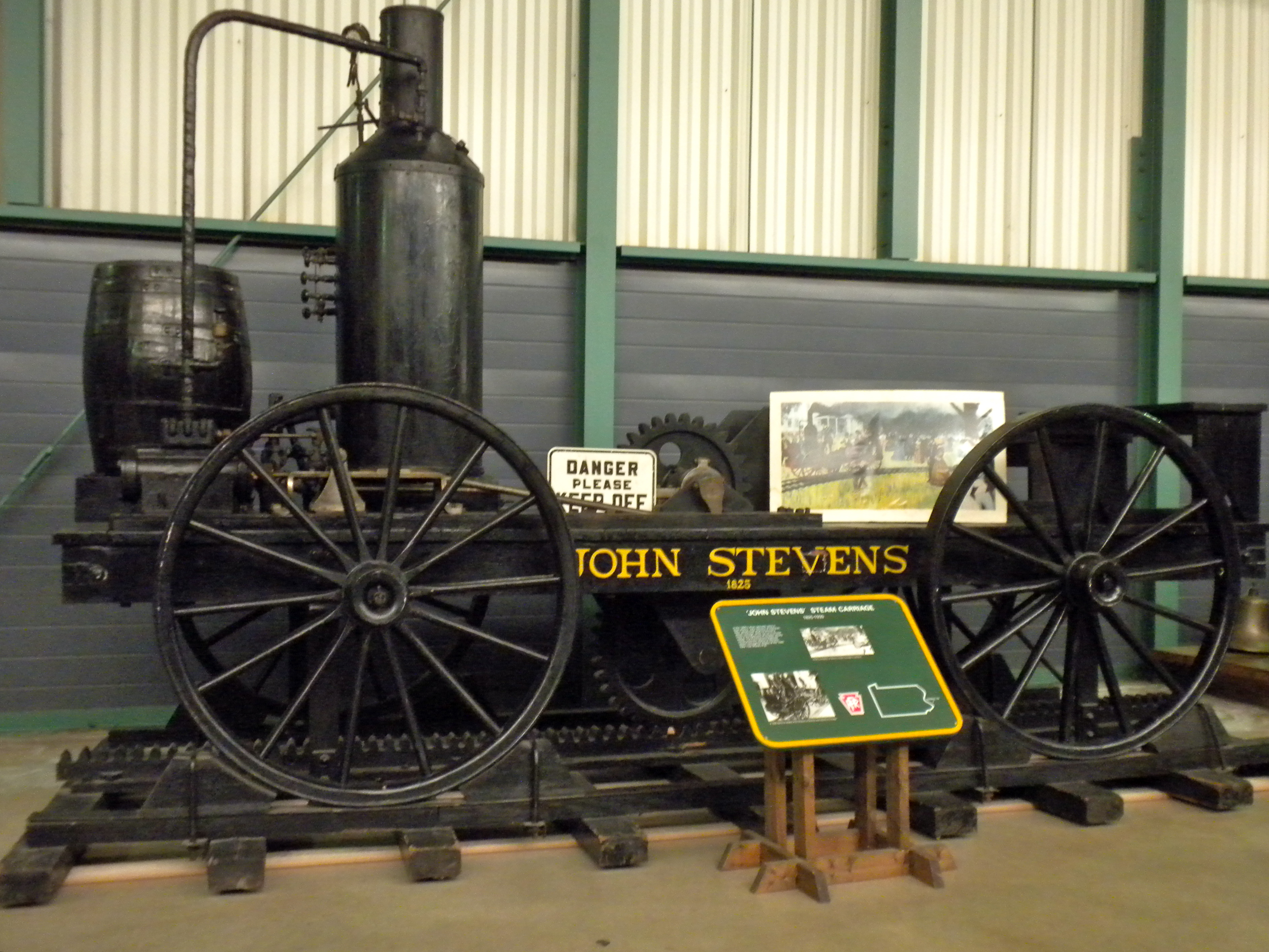
Réplique de la locomotive à vapeur de John Steven

- Grève de l’Union des femmes tailleurs de New York qui exigent une augmentation.
- L'alphabet Sequoyah est adopté par la nation cherokee.
- Fondation d'Ypsilanti (Michigan)
- Vicksburg (Mississippi)  est officiellement incorporé.
- Création de New Harmony (Indiana).
- L'ingénieur américain John Stevens construit la première locomotive à vapeur américaine.

#### Articles généraux
- Histoire des États-Unis de 1776 à 1865
- Évolution territoriale des États-Unis